# Pavlov (okres Pelhřimov)
Obec Pavlov (německy Pawlow) se nachází v okrese Pelhřimov v Kraji Vysočina. Žije zde 125 obyvatel.

## Historie
První písemná zmínka o obci pochází z roku 1377. Po rozdělení červenořečického panství připadla panství Leskovců z Leskova. Roku 1614 jej obdržela Magdaléna Robhámpová z Ptení. Mezi poslední majitele patřili Stanislav Štekl a Václav Donát, místní velkostatkář. Od 4. října 1973 do 23. listopadu 1990 byla obec součástí města Pelhřimov.

## Okolí a příroda
Východně od obce z takzvaného Vršku je panoramatický pohled na obec Pavlov a široké okolí, který nabízí také vrch Hůrka u Rynárce.

## Doprava
Severojižním směrem obcí prochází silnice II. třídy č. 403. Nejbližší místo se železniční stanicí je Rynárec.

## Pamětihodnosti
- Židovský hřbitov, směrem na Nemojov
- Boží muka – kulturní památka České republiky
- Zámek
- Zvonička u čp. 3
- Křížek mezi Pavlovem a Nemojovem

## Galerie

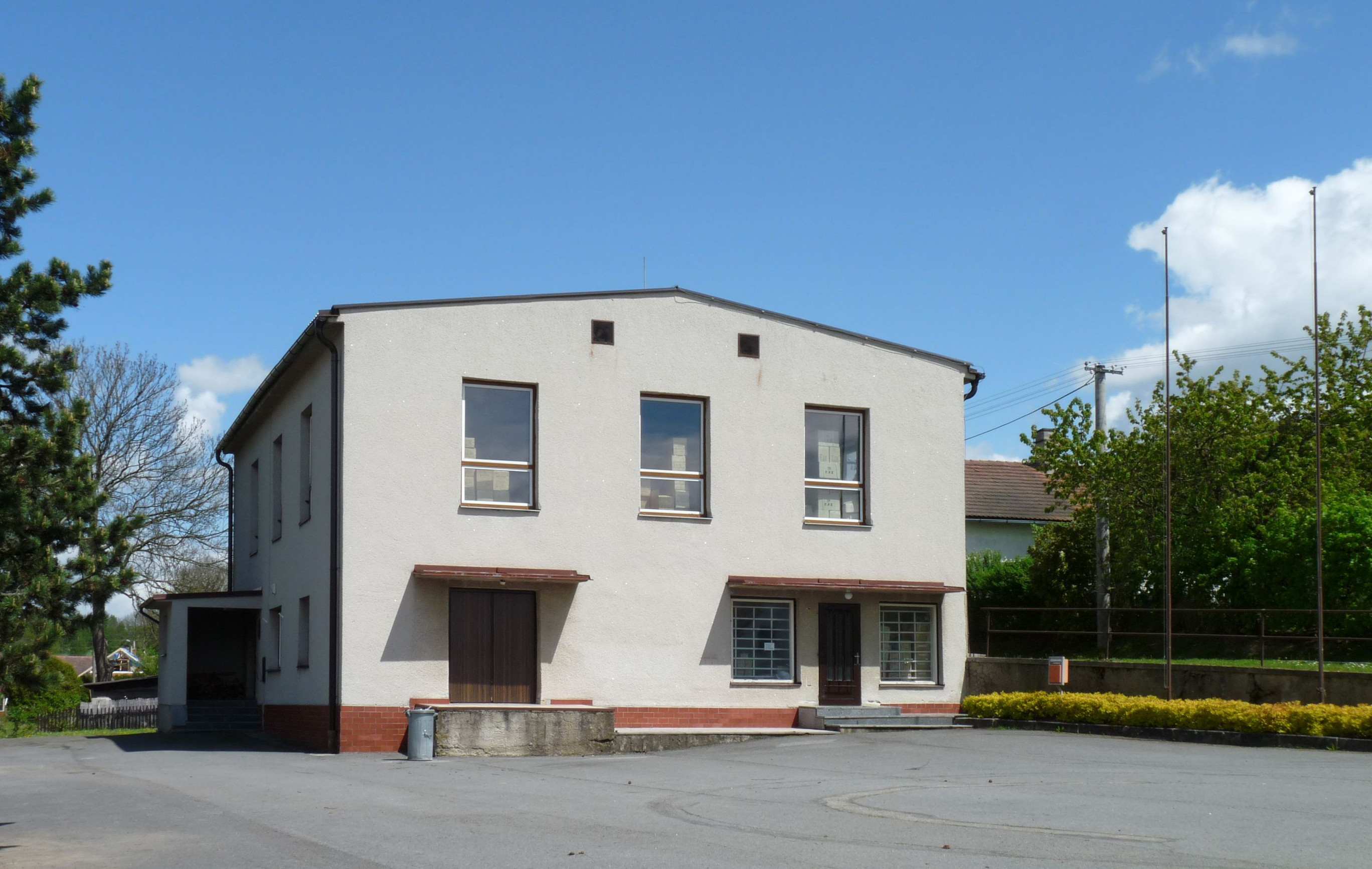
Obecní úřad
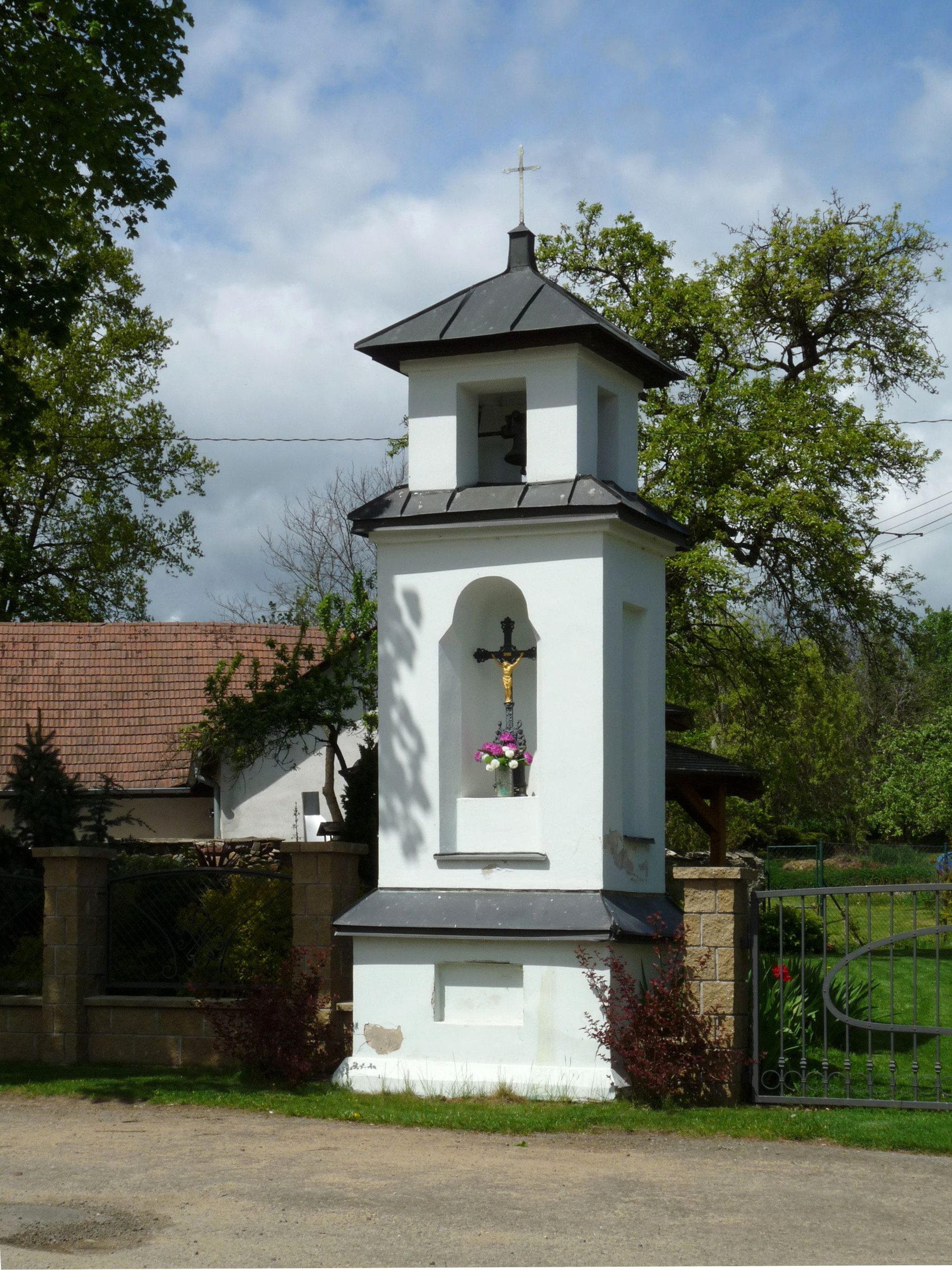
Zvonice
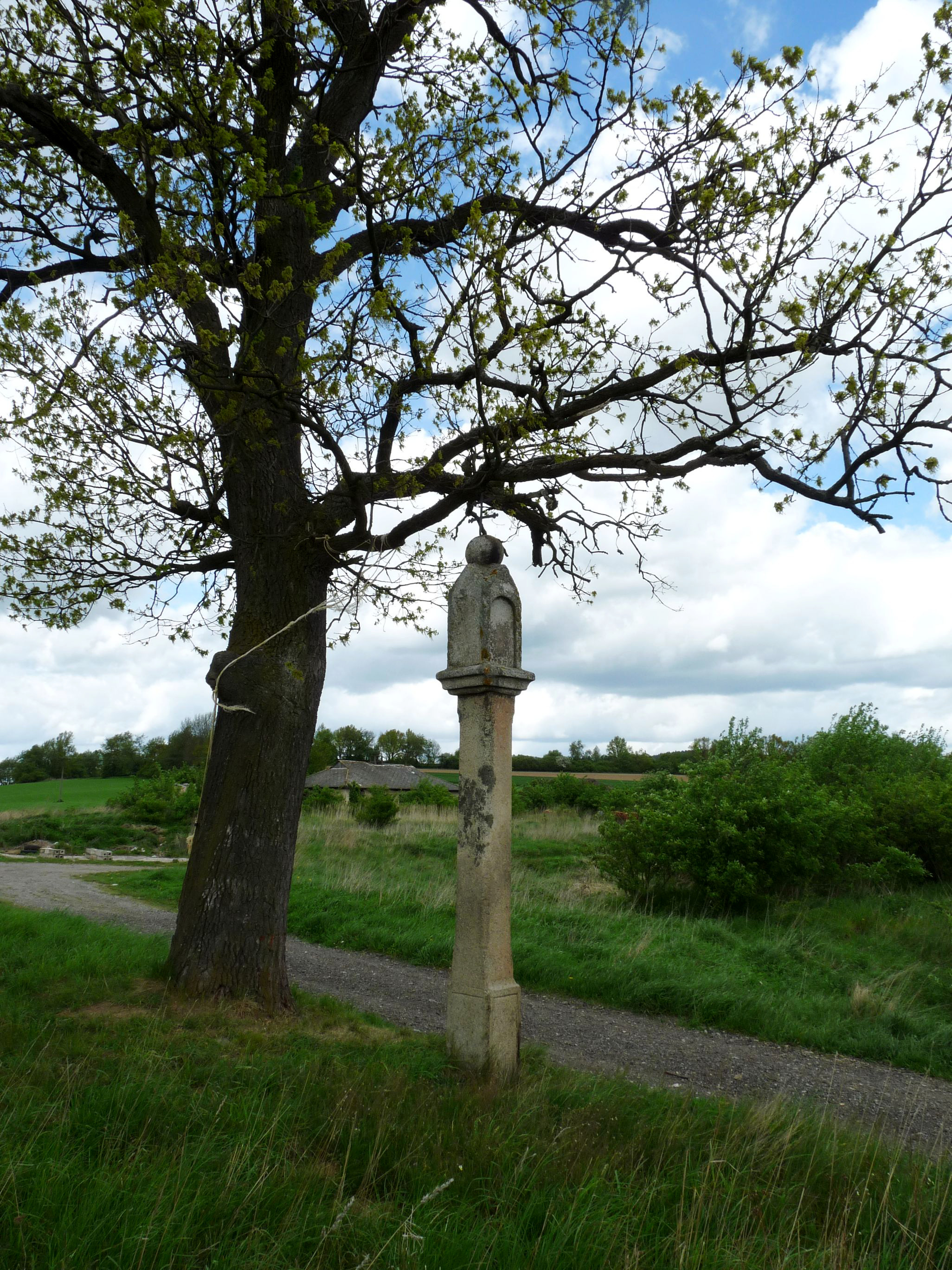
Boží muka
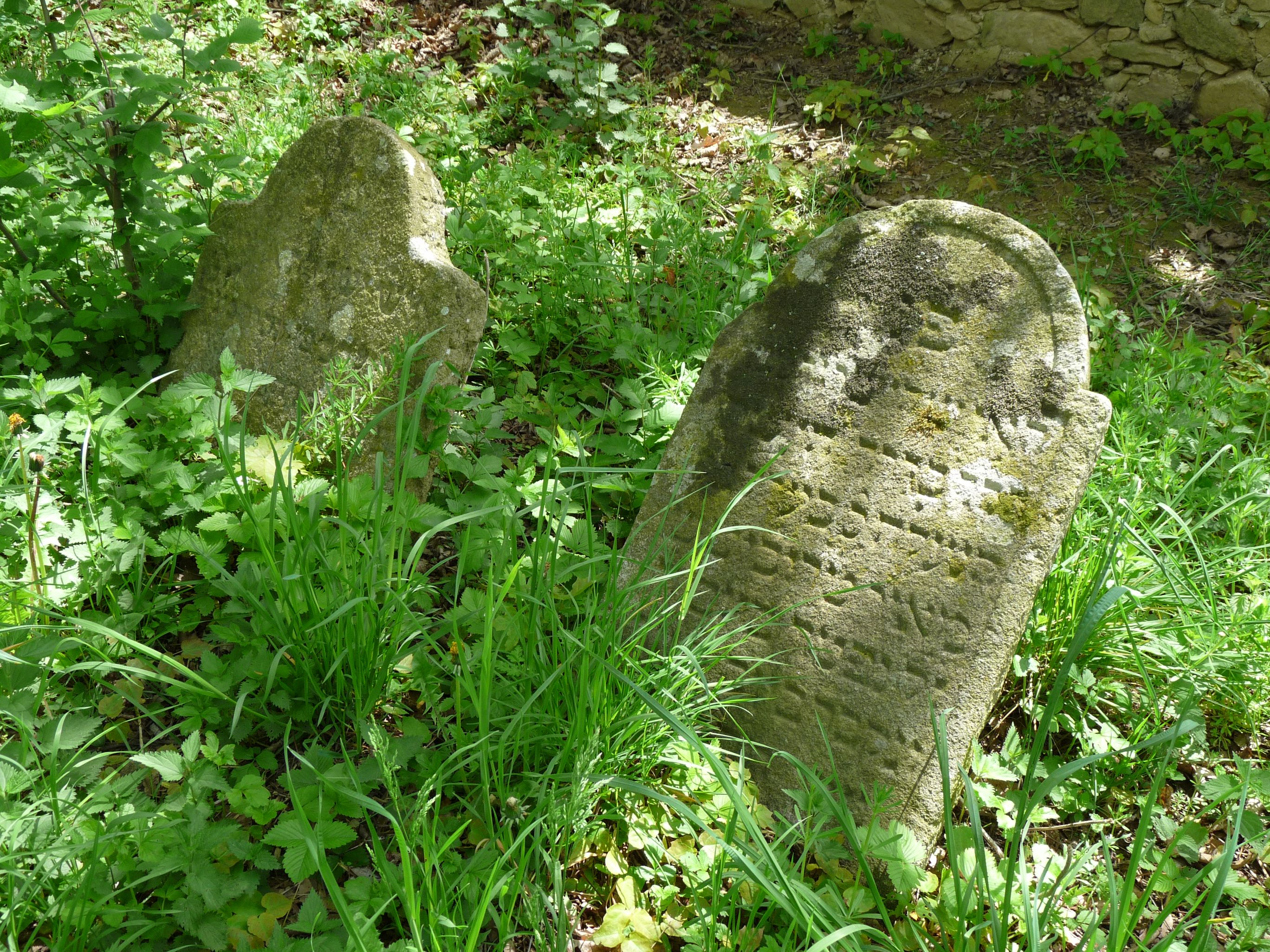
Židovský hřbitov
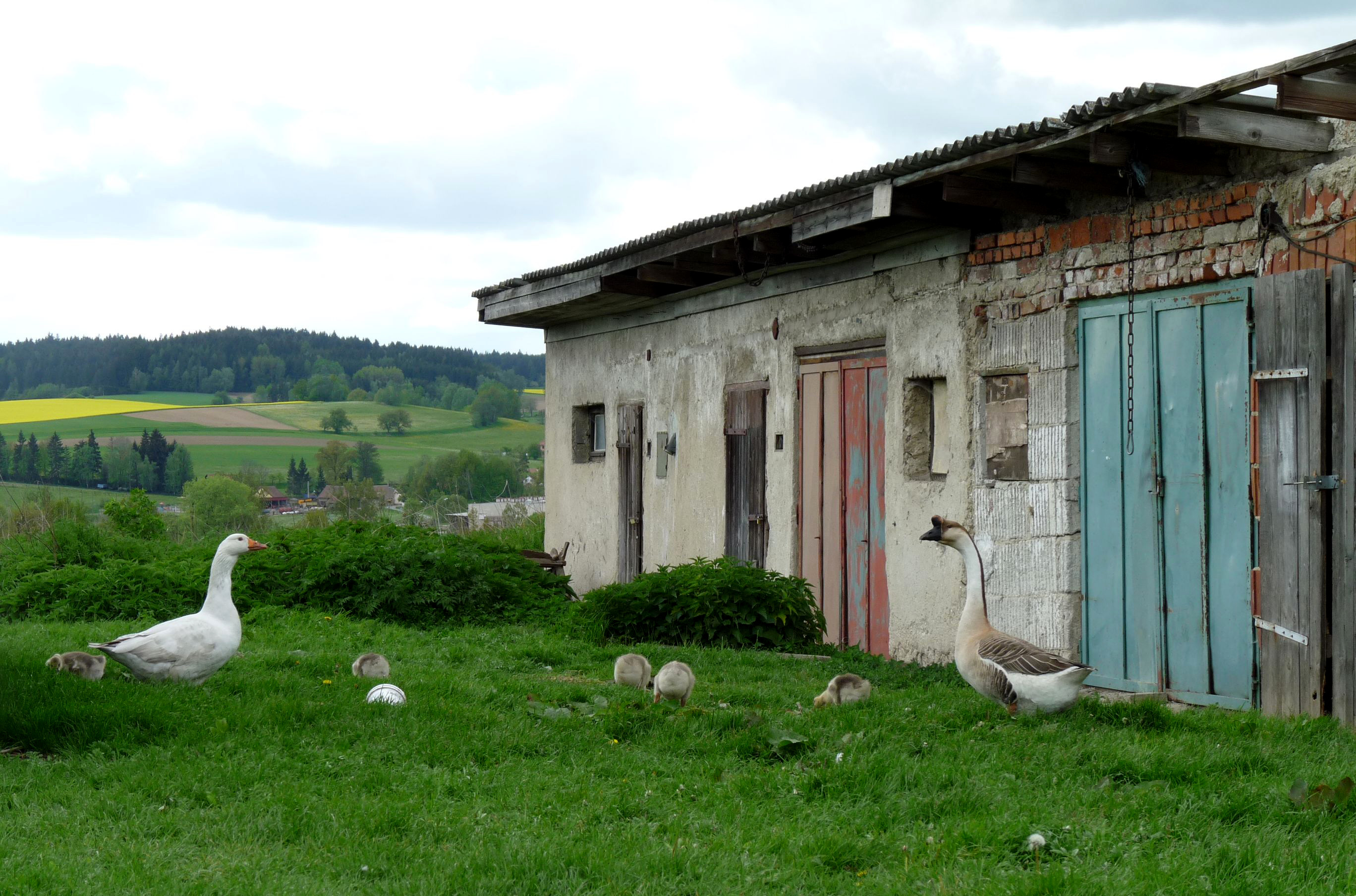
Okraj vesnice